# Vincent Price
Vincent Leonard Price, Jr, född 27 maj 1911 i Saint Louis i Missouri, död 25 oktober 1993 i Los Angeles i Kalifornien, var en amerikansk skådespelare. Price är främst känd för sin medverkan i lågbudgetskräckfilmer samt för sin mycket speciella röst. Bland Price filmer märks Laura (1944), Fåfäng var min dröm (1946), De tre musketörerna  (1948), Vaxkabinettet (1953), De tio budorden (1956), Skriet vid midnatt (1959), Gäst i skräckens hus (1960), Dr Phibes – den fasansfulle (1971) och Edward Scissorhands (1990).

## Biografi
Price var son till en välsituerad konfekttillverkare och hade en privilegierad uppväxt. Efter högskoleexamen fick han som gåva en resa till Europa som inkluderade besök på många av de större konstmuseerna. Han avlade sedan fil.kand.-examen i konsthistoria och engelska vid Yale University. Price gjorde ett misslyckat försök att slå igenom på New Yorks teaterscener innan han begav sig till England, där han tog en fil.mag. i konsthistoria.
1935 gjorde han scendebut i London i en liten roll i Chicago mot John Gielgud. Samma år fick han huvudrollen som prins Albert i West End-uppsättningen av Victoria Regina, och spelade sedan samma roll på Broadway.

### Tidig filmkarriär
Price var en etablerad teaterskådespelare vid filmdebuten 1938 i Firman fixar allt. Han fick till en början spela romantiska roller men visade sig vara mer lämpad för karaktärsroller i filmer som Sången om Bernadette (1943) och Himmelrikets nycklar (1944). 
Han spelade därefter i två film noir-dramer: Laura och Min är hämnden, innan han spelade en av huvudrollerna i den gotiska rysaren Fåfäng var min dröm (1946). Därefter fick han spela eleganta birollsskurkar i en rad hårdkokta noir-filmer som Spindelnätet (1947), Lång natt (1947), De förrymdas legion (1948) och Stormen kommer (1949). Price medverkade även som den skurkaktige kardinal Richelieu i De tre musketörerna (1948).

### 1950-talet och senare

Vincent Price i Skriet vid midnatt (1959).

Price visade upp sin komiska ådra i satiren Kvitt eller dubbelt och noir-komedin Dödligt lik (1951), innan han under 1950-talet började med skräckfilmer. 1953 gjorde han Vaxkabinettet, den första 3D-filmen som hamnade på top-10 listan. I mitten av 50-talet medverkade Price i mastodontfilmen De tio budorden regisserad av Cecil B. DeMille och Fritz Langs thriller Det femte offret, före originalversionen av Flugan (1958) som blev en stor succé. Under 1960-talet samarbetade han med Roger Corman i flera framgångsrika lågbudgetfilmer, däribland flera Edgar Allan Poe-filmatiseringar, såsom Gäst i skräckens hus (1960), Dödspendeln (1961), Korpen (1963) och De blodtörstiga (1964). 
I mitten av 60-talet var han även med i två filmer regisserade av Jacques Tourneur, skräckfilmsparodin Komedi i skräck (1964) och Undervattensstaden (1965). Han spelade även Egghead i den populära tv-serien Läderlappen, en roll som han tyckte speciellt bra om. 1968 gjorde Price huvudrollen som häxjägaren Matthew Hopkins i Michael Reeves film Den blodiga snaran, en roll som han tyckte var en av hans bästa rollprestationer.
Den sista biofilmen han medverkade i var Edward Scissorhands (1990) regisserad av Tim Burton.
Vincent Price dog av lungcancer den 25 oktober 1993.

## Röstarbeten
Prices mycket speciella röst har hörts mycket, bland annat på Alice Coopers album, Welcome to My Nightmare, och i titelspåret på Michael Jacksons succéalbum Thriller. Han gjorde även rösten till Professor Rottigan i Disneyfilmen Mästerdetektiven Basil Mus och berättarrösten till Tim Burtons kortfilm Vincent som handlar om en pojke som vill vara som Vincent Price.

## Privatliv
Privat var Price känd som samlare och kännare av konst och gav ofta föreläsningar i ämnet. Han skrev flera konstböcker och även flera böcker om sitt andra stora intresse, kokkonsten. Bland hans böcker kan nämnas Drawings of Delacroix (1962), The Michelangelo Bible (1965), National Treasury of Cooking (1972) och The Come Into the Kitchen Cook Book (1969). 
Price var gift tre gånger, med: 1) skådespelaren Edith Barrett (1938-1948), 2) kostymdesignern Mary Grant (1949-1973) och 3) skådespelaren Coral Browne (från 1974 fram till hennes död 1991). Han fick två barn i sina äktenskap: Vincent Barret Price och Victoria Price. 
När Prices dotter Victoria kom ut som homosexuell så gav han henne sitt fulla stöd och skall ha antytt att han själv var bisexuell. Price var hedersmedlem i Parents, Families and Friends of Lesbians and Gays och öppet kritisk mot Anita Bryant.

## Filmografi i urval
- 1938 – Firman fixar allt
- 1939 – Elisabeth och Essex
- 1939 – Den blodiga borgen
- 1940 – Den osynlige mannens återkomst
- 1940 – Vit kvinna i djungeln
- 1940 – Förbannelsens hus
- 1940 – Mormonernas kamp
- 1941 – Äventyraren från Kanada
- 1943 – Sången om Bernadette
- 1944 – Eve of St. Mark
- 1944 – Wilson
- 1944 – Laura
- 1944 – Himmelrikets nycklar
- 1945 – Skandal vid hovet
- 1946 – Min är hämnden
- 1946 – Chock
- 1946 – Fåfäng var min dröm
- 1947 – Spindelnätet
- 1947 – Lång natt
- 1947 – Farlig gäst
- 1948 – Up in Central Park
- 1948 – Huuu! Så hemskt (röst)
- 1948 – De förrymdas legion
- 1948 – De tre musketörerna
- 1949 – Stormen kommer
- 1949 – Bagdad
- 1950 – Baron of Arizona
- 1950 – Kvitt eller dubbelt
- 1950 – Vilda västerns skräck
- 1951 – Notes on the Port of St. Francis (berättare)
- 1951 – Äventyr i New Orleans
- 1951 – Dödligt lik
- 1951 – Pictura: An Adventure in Art (dokumentärfilm) (berättare)
- 1952 – Sista chansen
- 1953 – Vaxkabinettet
- 1953 – Crucifixion (berättare)
- 1954 – På farligt uppdrag
- 1954 – Kanske en Casanova (cameo)
- 1954 – The Mad Magician
- 1955 – Born In Freedom: The Story of Colonel Drake
- 1955 – Sinbad äventyraren
- 1956 – Serenad
- 1956 – Det femte offret
- 1956 – De tio budorden
- 1957 – Eight Steps to Peace (berättare; dokumentär)
- 1957 – The Story of Mankind
- 1958 – Flugan
- 1958 – Skriet vid midnatt
- 1959 – The Big Circus
- 1959 – The Tingler
- 1959 – Flugan kommer tillbaka
- 1959 – Fladdermusen
- 1960 – Gäst i skräckens hus
- 1961 – Nilens drottning
- 1961 – Svarte piratens hämnd
- 1961 – Världens herre
- 1961 – Dödspendeln
- 1961 – Naked terror (berättare; dokumentärfilm)
- 1962 – Confessions of an Opium Eater
- 1962 – En studie i skräck
- 1962 – 4 straffångar
- 1962 – Tower of London
- 1963 – Taboos of the World (berättare; dokumentärfilm)
- 1963 – Korpen
- 1963 – En mördarens dagbok
- 1963 – Beach party (cameo)
- 1963 – Skri av fasa
- 1963 – Twice Told Tales
- 1964 – Komedi i skräck
- 1964 – The Last Man on Earth
- 1964 – De blodtörstiga
- 1964 – Chagall (berättare)
- 1965 – Mannen i vaxkabinettet
- 1965 – Undervattensstaden
- 1965 – Dr. Goldfoot and the Bikini Machine
- 1966 – Dr. Goldfoot and the Girl Bombs
- 1967 – The Jackals
- 1967 – The House of Thousand Dolls
- 1968 – Spirits of the Dead (berättare i engelsk version)
- 1968 – Den blodiga snaran
- 1968 – Mer död än levande
- 1969 – Skriiik ... och skriiik ... igen!
- 1969 – Mannen med den röda masken
- 1969 – Trassel med brudar
- 1970 – Hämndens ande
- 1971 – Mooch Goes to Hollywood (TV-film)
- 1971 – Dr Phibes – den fasansfulle
- 1971 – The Beginning of the End of the World (berättare; dokumentär)
- 1972 – An Evening with Edgar Allan Poe (berättare)
- 1972 – The Aries Computor
- 1972 – Dr. Phibes kommer tillbaka
- 1973 – Thalias hämnare
- 1974 – It's Not the Size That Counts
- 1974 – Madhouse
- 1974 – The Devil's Triangle
- 1975 – Journey Into Fear
- 1975 – Alice Cooper: Welcome to My Nightmare
- 1976 – The Butterfly Ball (röst)
- 1978 – Days of Fury (berättare; dokumentär)
- 1979 – Det våras för arvingarna
- 1980 – The Monster Club
- 1980 – Pogo for President:'I Go Pogo' (röst)
- 1982 – Vincent
- 1983 – House of the Long Shadows
- 1984 – Mera blod i baljan, Boys
- 1985 – Dracula, the Great Undead (berättare; dokumentär)
- 1985 – The 13 Ghosts of Scooby Doo (röst)
- 1986 – The Nativity (röst)
- 1986 – Mästerdetektiven Basil Mus (röst)
- 1987 – Sensommardagar
- 1987 – The Offspring
- 1988 – Vincent Price: The Sinister Image (dokumentär)
- 1988 – Död eller levande
- 1989 – Don't Scream It's Only a Movie (berättare; dokumentär)
- 1990 – Backtrack - i skottlinjen
- 1990 – Edward Scissorhands
- 1991 – Preminger: Anatomy of a Filmmaker (dokumentär)
- 1995 – Tusen och en natt: Tjuven och skomakaren (arkiverad röst)